# Diplazium fadyenii
Diplazium fadyenii är en majbräkenväxtart som först beskrevs av William Jackson Hooker och som fick sitt nu gällande namn av George Richardson Proctor.
Diplazium fadyenii ingår i släktet Diplazium och familjen Athyriaceae. Inga underarter finns listade i Catalogue of Life.